# 하이퍼스캔
하이퍼스캔(HyperScan)은 장난감 회사 마텔의 가정용 비디오 게임기이다. 10대 청소년을 대상으로 판매되는 이 콘솔에는 "인텔리카드"라는 특수 카드를 읽고 쓰는 13.56MHz RFID(무선 주파수 식별) 스캐너가 포함되어 있어 게임 내 기능을 활성화하고 데이터를 저장한다는 점에서 독특하다. 플레이어는 카드를 스캔하여 캐릭터의 능력을 향상시킬 수 있다.
출시 당시 게임 소매 가격은 19.99달러, 콘솔 자체 가격은 69.99달러였지만, 짧은 수명이 끝난 후 시스템 가격은 9.99달러, 게임 가격은 1.99달러, 부스터 팩 가격은 0.99달러로 떨어졌다. 출시된 것으로 알려진 타이틀은 단 5개 뿐이며, 2개의 게임이 취소되었다.
하이퍼스캔은 오래된 2D 전용 그래픽, 약한 게임 라이브러리, 한 달 전에 출시된 VTech V.Flash와 같은 다른 유사한 콘솔보다 성능이 떨어지는 이유로 출시되면서 비판적으로 비난을 받았다. 비평가들은 또한 세트를 완성하는 데 필요한 인텔리카드의 수와 대상 고객에 대한 잠재적인 재정적 부담에 대한 우려를 제기했다. 실망스러운 판매로 인해 마텔은 다음 해 하이퍼스캔을 중단하고 향후 모든 게임 및 카드 출시를 취소했다.

## 하드웨어
- 선플러스 SPG290 SoC[3][4]는 선플러스 테크놀로지에서 설계한 S+core 32비트 마이크로아키텍처를 구현한다. S+core 명령어 세트 아키텍처는 32/16비트 하이브리드 명령어 모드 사용을 허용하고 AMBA(어드밴스트 마이크로컨트롤러 버스 아키텍처) 지원 기능을 갖추고 있으며 회로 내 에뮬레이션을 위한 SJTAG를 포함한다.[5]
- UART, I²C, SPI 등
- 복합 비디오 출력(SoC는 TFT 디스플레이를 지원하지만 시스템에서는 이를 구현하지 않음)
- 16MB SDRAM 시스템 RAM
- 640×480 기본 해상도
- 65,535색(RGB 565 모드)
- USB 포트 1개
- RFID 스캐너(13.56MHz)
- RFID 저장: 96바이트의 사용자 메모리 + 8바이트의 고유 ID + 6바이트의 일회용 프로그래밍 가능 메모리. HyperScan의 RFID 시스템은 RFID 시스템 및 칩 설계를 전문으로 하는 영국 소재 팹리스 반도체 기업인 이노비전 리서치 앤드 테크놀로지(Innovision Research and Technology plc)에서 제공했다.[6]

이 게임기는 유니버설 디스크 포맷(UDF) 형식 CD-ROM을 사용하며 두 개의 컨트롤러 포트가 있다.

## 소프트웨어
출시된 게임은 5개뿐이고, 시스템 판매 및 수신 부진으로 2개 게임이 취소됐다.
시스템용 게임은 6개의 게임 카드(스파이더맨의 경우 7개)와 함께 게임 디스크로 구성된 20달러 "게임 팩"으로 판매되었다. 스캔 시 캐릭터, 능력, 동작 및 레벨이 포함된 추가 카드는 팩당 $10에 구입할 수 있는 6개 카드 "부스터 팩"의 일부였다. 대부분의 트레이딩 카드 팩과 마찬가지로 카드도 무작위로 선택되었다.
여러 부스터 팩은 특정 게임용으로 제작되었다. X-Men은 별도의 "빨간색" 및 "검은색" 시리즈로 게임의 일부를 잠금 해제하기 위해 102장의 카드를 갖도록 의도했다. 후자는 콘솔 취소로 인해 출시되지 않았다.
- Ben 10
- Interstellar Wrestling League
- Marvel Heroes
- Spider-Man
- X-Men
- Avatar: The Last Air Bender (취소됨)
- Nick Extreme Sports (취소됨)

콘솔에서는 홈브루 게임에 대한 개발이 많이 이루어지지 않았지만 여러 프로그래머가 데모와 개념 증명을 만들었다. 일부 프로그램에는 CD-Door 데모, 3D 와이어프레임 데모 및 블루스케일 데모가 포함되어 있다.

## 소매 판매
이 시스템은 큐브와 2인용 밸류 팩의 두 가지 종류로 판매되었다. 큐브박스 버전은 매장에서 판매되는 버전이었다. 여기에는 시스템, 컨트롤러, 엑스맨 게임 디스크 및 6개의 엑스맨 카드가 포함되었다. 2인용 밸류 팩은 온라인으로 판매되었으며 추가 컨트롤러와 12개의 추가 엑스맨 카드가 포함되었다.
포함된 게임은 ESRB에 의해 "T" 등급을 받았고 나머지 타이틀은 "E10+" 등급을 받았다.

## 평가
이 시스템은 비평가들로부터 서투른 디자인, 깨진 컨트롤, 형편없는 라이브러리, 긴 로딩 화면, 캐릭터 선택을 위한 불필요한 카드 사용 등으로 혹평을 받았으며, 2007년에 공식적으로 중단되었다. PC 월드 매거진에서는 이 시스템을 최악의 시스템 10가지 중 하나로 선정했다.
트레이딩 카드와 비디오 게임을 결합하려는 시도는 참신했지만, 그럼에도 잘 인식되지 않는 카드와, 7세대임에도 경쟁 콘솔들과 사양이 딸려 결국 실패로 이어졌다. 후에 이런 아이디어는 닌텐도의 Amiibo로도 이어졌다.

## 같이 보기
- 인텔리비전